# حراثة السفلى

تعديل مصدري - تعديل

حراثة السفلى هي إحدى حارات حي الظهار بمدينة إب اليمنية، بلغ تعداد سكانها 1066 نسمة حسب تعداد اليمن لعام 2004.